# Rabdence

Rabdence je bilo drugo glavno mesto nekdanjega kraljestva Sikim od leta 1670 do 1814. Glavno mesto je uničila invazijska vojska Gurk, od mesta so vidne le ruševine palače in čorteni. Ruševine tega mesta so vidne blizu kraja Peling in v okrožju Zahodnega Sikima v današnji severovzhodni indijski zvezni državi Sikima; Samostan Pemajangce je eden najstarejših samostanov v Sikimu, ki je blizu ruševin. Z razgledne točke te nekdanje prestolnice je čudovit razgled na verige Kangćendzenga. Ta spomenik je Arheološka služba Indije razglasila za spomenik nacionalnega pomena. Prvič je kraj ustanovil leta 1670 2. čogjal Tensung Namgjal, sin 1. čogjala  Funcog Namgjala, s prenosom iz prve prestolnice Juksoma, ki je bila posvečena leta 1642.  
Ruševine Rabdence so del budističnega verskega krožnega romanja, ki se začne s prvim samostanom v Juksomu, znanem kot samostan Dubdi, ki mu sledijo Norbugang čorten, samostan Tašiding, samostan Pemajangce, samostan Sanga Čoeling in jezero Hečeopalri . 

## Zgodovina
Funcog Namgjal, prvi čogjal ali kralj Sikima, je bil posvečen za kralja Sikima v Juksomu in leta 1670 ga  je  nasledil njegov sin Tensung Namgjal. Vladavina čogjala je bila mirna in prestolnica se je preselila iz Juksoma v Rabdence. Namgjal je imel tri žene - Tibetanko, Butanko in dekle iz ljudstva Limbu. Dekle iz Limbu ljudstva, hči vodje Limbujcev Jo Jo-Hanga, je sprejela sedem deklet iz svoje družine, ki so se vsa poročila v plemiške družine Sikim. Mnogi od njih so postali kraljevi svetniki in dobili naziv Kazi, kar jim je dalo ogromna pooblastila in privilegije. 
Sin kraljeve druge žene Čador Namgjal je po očetovi smrti leta 1700 prevzel vajeti oblasti v Sikimu. Takrat je bil še mladoleten. To je razjezilo njegovo starejšo polsestro Pendiongmu (hčerko prve žene Tensung Namgjala), butanskega rodu, ki je nasprotovala nasledstvu in s pomočjo Butana izpodrinila Čadorja. Čador je pobegnil v Tibet (Jungthing Ješe, zvest minister, je pospremil mladoletnega kralja v Laso), kjer je ostal v izgnanstvu deset let, preden se je vrnil in si s pomočjo Tibetancev povrnil izgubljeno ozemlje. 
Medtem ko je bil v Lasi, je Čador Namgjal postal zelo vešč budizma in tibetanske literature, postal pa je tudi državni astrolog šestega dalajlame. Med svojim izgnanstvom je šesti dalajlama, zadovoljen z erudicijo Čadorja Namgjala, podelil svoje ekskluzivne pravice do posesti v Tibetu. V tem obdobju so Butanci zaprli sina Jugthing Ješeja (ki je rešil Čadorja in ga odpeljal v Tibet) v Rabdence. Tibet se je vmešal v zadevo in tudi prisilil butanskega kralja Deba, da se umakne iz Sikima. Čador Namgjal se je nato vrnil v Rebdance in majhne sile Butana, ki so ostale, so se bile prisiljene umakniti. V tem obdobju je Sikim izgubil nekaj območij v svoji jugovzhodni regiji, saj je območje koloniziral Butan. 
Pedi, Čogjalova polsestra, ni obupala nad sovraštvom do svojega polbrata Čadorja. S pomočjo zdravilca iz Tibeta je leta 1716 s skrivnostnim puščanjem krvi iz glavne arterije ubila Čadorja Namgjala, medtem ko je bil kralj na počitnicah pri izviru tople vode Ralang. Takoj so kraljeve oborožene sile usmrtile tibetanskega zdravilca pa tudi Pedi so usmrtili tako, da so jo zadavili s svilenim šalom. 
Gurmed Namgjal je leta 1717 nasledil svojega očeta Čadoka. V času Gurmedove vladavine je prišlo do številnih spopadov med Nepalci in Sikimci. Dal je utrditi Rabdence, da bi preprečil invazijo Gurk ( Nepalcev ) in Butancev. Poleg tega se je uprl tudi lokalni poglavar Magarjev Taši Bidur, vendar je bil ukročen. Gurmed je umrl leta 1733 v starosti 26 let. Ker ni imel zakonitih otrok, je na smrtni postelji sporočil, da je nuna v Sanga Čeolingu nosila njegovega otroka (to naj bi bila zgodba, ki so jo izmislili lami, da bi ohranili dinastijo Namgjal ). Kasneje je nuna rodila moškega otroka, ki je bil sprejet kot dedič Gurmeda in je dobil ime Funcog najprej začasno in za duhovnega poglavarja Sikima. 
Funcog Namgjal II., Gurmedov nezakonski otrok, je leta 1733 nasledil svojega očeta na prestolu. Njegova vladavina je bila burna, saj se je soočal z napadi Butancev in Nepalcev, poleg uporov znotraj Sikima iz plemen Magarjev in Cong leta 1752. Ker je bil Namgjal II. šibek kralj, so Nepalci izvedli 17 invazij proti Sikimu. Tudi Butan je napadel  Sikim in zasedel območja vzhodno od reke Tista; vendar so se pozneje po pogajanjih v Rhenoku umaknili na sedanje meje. 
Tenzing Namgjal, naslednji kralj, je bil tudi šibek vladar, zaradi česar si je v njegovem času vladanja Nepal prisvojil večino Sikima. Čogjal je bil prisiljen pobegniti iz Rabdenceja v Laso, kjer je umrl leta 1780. Tshudpud Namgyal, njegov sin, se je leta 1793 vrnil v Sikim, da bi s pomočjo Kitajske ponovno pridobil prestol. Ker je ugotovil, da je Rabdence preblizu nepalske meje, je prestolnico prestavil v Tumlong. Zaradi ponavljajočih se napadov Butancev in Nepalcev ter številnih invazij je nepalska vojska glavno mesto spremenila v ruševine.  

## Gradbeni elementi
Ruševine, ki jih lahko vidimo v Rabdenceju, so v glavnem sestavljene iz "debelih stenskih konstrukcij", katerih dediščinska vrednost je poudarjena zaradi njene lege na grebenu blizu zgornjega Pelinga ( 3 km stran), od koder so vidni čudoviti razgledi na gorovje in okolico Kančendzeng na eni strani ter gore in doline na drugi strani. Dostop do te lokacije je z okrasnih rumenih vrat v bližini ceste Peling–Gejšing, od koder je približno 15 minut hoje skozi gozdnate griče.
Ruševine palače so sestavljene iz dveh severnih in južnih kril. Severno krilo je bilo rezidenca kraljeve družine. To krilo ima odprt štirikotnik, kjer se vidi tudi "Dab Lhagang", ki je zdaj v ruševinah; kraljeva družina je tukaj molila molitve s kadilom svojim božanstvom. Bela marmorna plošča velikosti 7m x 5m (po poročanju naj bi jo prinesli iz reke in jo je nosila ena oseba) je vidna tudi na tej lokaciji, kjer je bil nekoč samostan, znan kot "Risum Gompa".
Ob ruševinah palače so trije čorteni, verski objekti, kjer so člani kraljeve družine darovali kadilo božanstvom. Čorteni so v dobrem stanju. Na južnem krilu so navadni ljudje dobili avdiencijo pri kralju, kar je razvidno iz tukaj vidnega kamnitega prestola. Arheološka služba Indije je Rabdence razglasila za spomenik dediščine in je sprejela potrebne ukrepe za ohranjanje in obnovo.   

## Poglej tudi
- Zgodovina Sikima